# The End (1978)
The end is een Amerikaanse komische film uit 1978 onder regie van Burt Reynolds. Het scenario werd in eerste instantie geschreven voor Woody Allen.

## Verhaal
Wendell Sonny Lawson is een man die krijgt te horen dat hij nog maar zes maanden zal leven. Hij wil niet wachten op zijn dood en besluit er zelf een einde aan te maken. Na verschillende mislukte pogingen belandt hij in een psychiatrisch ziekenhuis, waar hij een labiele patiënt ontmoet. Hij vraagt zijn hulp om zelfmoord te plegen. Dit loopt allemaal anders dan gehoopt.

## Rolverdeling
| Acteur          | Personage            |
| --------------- | -------------------- |
| Burt Reynolds   | Wendell Sonny Lawson |
| Dom DeLuise     | Marlon Borunki       |
| Sally Field     | Mary Ellen           |
| Strother Martin | Dr. Waldo Kling      |
| David Steinberg | Marty Lieberman      |
| Joanne Woodward | Jessica Lawson       |
| Norman Fell     | Dr. Samuel Krugman   |
| Myrna Loy       | Maureen Lawson       |
| Kristy McNichol | Julie Lawson         |
| Pat O'Brien     | Ben Lawson           |
| Robby Benson    | Father Dave Benson   |
| Carl Reiner     | Dr. James Maneet     |